# Зубцемір

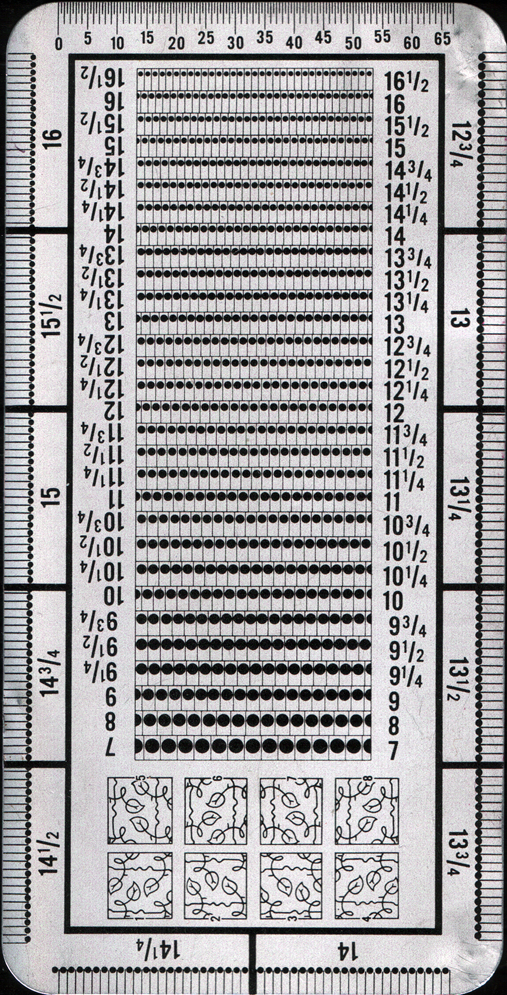
Зубцемір

Зубцемі́р — спеціальна лінійка для відмірювання розміру зубцівки на поштових марках. Широко застосовується у філателії під час опису та ідентифікації поштових марок та їх різновидів.

## Історія
Спосіб вимірювання зубцівки за кількістю отворів в 2 см по краю марки запропонував у 1866 році французький філателіст Жак Амабль Легран (фр. Jacques Amable Legrand). Він же у 1880 році винайшов і зубцемір.

## Опис
Зубцемір являє собою пластинку з картону, металу або прозорих матеріалів (щільної плівки, скла), на яку нанесені шаблони різних зубцівок. Шаблони зубцівки наносятся на зубцемір зазвичай у вигляді зубців, ряду чорних крапок або рисок на білому тлі (або білих — на темному) або тонких прямих ліній що збігаються до верху. Перевагою зубцемірів з прозорих матеріалів є те, що марку для вивірювання зубцівки непотрібно діставати з клеммташе чи клясера.
Щоб визначити розмір зубцівки марки, її прикладають до зубцеміра та рухають вверх або вниз до тих пір, доки не буде знайдено ряд, в якому зубці або крапки точно збігаються з отворами зубцівки. Цифра, надрукована біля цього ряду, вказує розмір зубцівки. Звичайно на зубцемірі розташовується шкала різних зубцівок від 7 до 16 ½ мм, тобто від найкрупнішої до найдрібнішої. Існують зубцеміри з точністю до ¼ зубця. На зубцемірах часто зустрічається мірна шкала з точністю до 0,5 мм.
Як альтернатива звичайному зубцеміру існують різні типи електронних зубцемірів, перевагою яких є більша точність вимірювання зубцівки. Однак такими зубцемірами практично неможливо визначити зубцівку марки в блоці або аркуші.